# Giudecca
Giudecca je otok u Venecijanskoj laguni. To je ujedno dio 
venecijanske gradske četvrti ( sestiere) Dorsoduro. Upravno je frazione to bi bilo nešto kao mjesna zajednica Općine Venecije.

## Zemljopisne karakteristike
Giudecca leži južno od glavnog venecijanskog otoka Venecije od kojeg je odvojena Kanalom Giudecca, otok San Giorgio Maggiore nalazi se istočno od Giudecce.

## Povijest
Pretpostavlja se da se otok u ranom srednjem vijeku zvao Vigano, nešto kasnije nazvan je Spinalunga (=riblja kost) zbog svog oblika, i taj naziv nosio je dugo. Naziv Giudecca je najvjerojatnije venecijanska izvedenica od latinske riječi Judaica (židovska) a taj naziv otok je dobio jer se na njemu nalazila židovska (četvrt, geto) (velik dio srednjovjekovnih gradova u južnoj Italiji i Siciliji imao je posebne gradske četvrti zvane Giudecca ili Judeca).
Po jednoj od teorija prvi venecijanski geto bio je u četvrti Cannaregio, na 
sjeveru grada, ali za tu teoriju nema nikakvih materijalnih dokaza, već izgleda vjerojatnijim da su Židovi živjeli slobodno do 16. stoljeća po cijelom gradu, pa tako i na Giudecchi.
Ono što je se pouzdano zna to je da je mletački patricij Giorgio Emo predložio Senatu Mletačke Republike 1515. da se gradski Židovi nasele isključivo na Giudeccu.
Godinu dana kasnije 29. ožujka 1516. Senat Mletačke Republike usvojio je prijedlog Zaccaria Dolfina, da se Židovi iz Venecije, presele na izolirani otok na periferiji grada koji se mora zatvarati noću, da im se ograniči kretanje. 
Tako je Giudecca ispala vjerojatno prvi pravi židovski geto u Italiji. 
Postoji i jedno drugo objašnjenje za porijeklo imena otoka Giudecca, ono je povezano s maloljetnim osuđenicima (talijanski= giudicati) za razna kaznena djela. Oni su kao zatvorenici u ranom srednjem vijeku bili prisiljeni živjeti na tom izoliranom otoku i tako je otok dobio ime.
Giudecca kao četvrt ima odavnina brojne velike palače s vrtovima. Na početku 19. stoljeće otok je postao središte venecijanske industrije s brodogradilištem i drugim tvornicama, tu je bio i filmski studio. Velik dio industrije propao je ili se preselio na druga mjesta nakon Drugog svjetskog rata, tako da je Giudecca još jedaput postala ekskluzivna stambena zona.
Na Giudeccu pristaju veliki putnički brodovi jer ona ima velike dokove. Giudecca ima 
dosta crkava i reprezantivnih palača od kojih je najpoznatija Il Redentore (Spasitelj) 
izgrađena između 1577. i 1592. godine, po projektu Andrea 
Palladia. U sakristiji crkve nalaze se vrijedne slike Paola Veronesea.
Giudecca ima vrlo luksuzni hotel Hilton, smješten u bivšem mlinu (Molino Stucky) iz 1895. godine, ali i omladinski hostel, internet cafe, i nekoliko trgovina živežom u kojima je još uvijek moguće kupiti vino za 2 eura po litri (istina u plastičnoj pet boci).

## Vanjske poveznice
- Satelitske snimke Giudecce s Googlea
- Mala šetnja po Giudecchi  Arhivirana inačica izvorne stranice od 23. prosinca 2012. (Wayback Machine)